# متیو دان
متیو دان (به انگلیسی: Matthew Dunn) (زادهٔ ۲ سپتامبر ۱۹۷۳) شناگر اهل استرالیا است.